# Сквозь / Скольжение по возможностям (спектакль)
Сквозь / Скольжение по возможностям — спектакль-путешествие, поставленный в 2018 году Всеволодом Лисовским. По мнению критиков, «Сквозь» является самым длинным спектаклем-променадом.

## О спектакле
- Режиссёр — Всеволод Лисовский[5].
- Актёры — Екатерина Дар, Марина Карлышева, Ульяна Васькович, Людмила Корниенко[2].

Спектакль выстроен в форме двухдневной «туристической» поездки по городам и весям за пределами МКАД. Старт и финал спектакля — на перроне Курского вокзала. Гидов заменяют четыре актрисы и режиссёр Всеволод Лисовский. Пояснения и комментарии — фрагменты из книги Вернера Карла Гейзенберга «Физика и философия» и платоновского диалога «Тимей». На протяжении всего путешествия должны производиться измерения различных характеристик окружающей среды. Маршрут включает около двадцати основных пунктов, в каждом из которых актрисы должны производить событие и измерять его воздействие на реальность специальными приборами. По ходу действия участникам на телефоны в сообщениях будут приходить сопутствующие материалы. В конце путешествия все «зрители» получат по книге с подробной фиксацией всех произведенных наблюдений.
Билет стоил 10 000 рублей, в стоимость включены проезд, ночевка и питание.
Проект осуществлён при поддержке Фонда Прохорова.

## История постановки
Впервые проект стартовал с Курского вокзала 5 октября 2018 года в 22.30 по Московскому времени. Всеволод Лисовский объявил это путешествие «предпремьерным показом». С Курского вокзала собравшаяся группа во главе с Лисовским отправилась в Курск.
Маршрут первой «экспедиции»: Москва (Курский вокзал) — Курск — Льгов — Михайловский рудник — Железногорск — Знаменка — Орёл — Тула — Москва (Курский вокзал).

## Цитаты
- «Главным является не спектакль, а исследование. Мы закупили физические приборы и будем проводить реальные замеры. Идеологически что главное в спектакле? Что происходит некое событие. Событие — это нечто, что оказывает воздействие на среду. Каким образом событие воздействует на среду, мы сказать не можем. Собственно говоря, проект — это попытка разработки алгоритма измерения трансформации среды в процессе события. И измерение при этом тоже становится событием. Спектаклем как таковым является перемещение. Двое суток незнакомые друг с другом люди едут хрен знает куда и хрен знает зачем. Это и есть спектакль»[3] — Всеволод Лисовский, 2018.
- «У „Сквозь“ много предков и, наверняка будет много потомков. Как античные философы предсказали большинство новейших открытий в физике (это ведь и есть суть того, что доносят до нас перформеры), так и этот спектакль-путешествие многое предсказывает, концентрируя в себе достижения современного искусства, главное из которых — в том, чтобы дать материал, а театр у каждого зрителя будет свой»[2] — Алла Шендерова, 2018.
- «Собственно, кажется, в этом и есть цель спектакля — перевести человека из привычной роли критика в сложную роль созерцателя, улавливающего колебания многослойной реальности. Это удается, хотя, растревоженный этим опытом, ты начинаешь мечтать о чем-то большем: чтобы бесцельность твоего движения совпадала с необязательностью маршрута и отсутствием направляющей силы, а театр, перформанс сам собою становился бы частью повседневного опыта»[1] — Анна Банасюкевич, 2018.
- «Если говорить о традиции, то «Сквозь», конечно, наследует хрестоматийным «Поездкам за город», которые устраивали в 1970-х московские концептуалисты из группы «Коллективные действия». С ними спектакль Лисовского роднит и выбор мест (ничем не примечательных), и важность документации, и тексты, помещенные в пейзаж (таблички с цитатами из «Физики и философии» были разбросаны среди травы и луж в разных точках маршрута). Но главное сходство – в понимании бесцельности путешествия, которое очень быстро превращается в ощущение сообщества, где царит взаимное доверие»[6] — Олег Зинцов, 2018.